# 亚东镇
亚东镇，是中华人民共和国内蒙古自治区呼伦贝尔市阿荣旗下辖的一个乡镇级行政单位。位于阿荣旗东部、大兴安岭东麓，面积420平方千米。
农产有玉米、小麦、谷子、高粱等，畜产牛、马、绵羊、猪。有农机修理、粮油加工等厂。111国道经此鎮。

## 历史沿革
1915年有李亚东等人，来此开荒形成聚落，故因人名得名。原属图布新区，1956年析置格尼区，1958年改公社，1984年改亚东镇，镇人民政府驻亚东村。

## 行政区划
亚东镇下辖以下地区：
镇旺社区、青松村、艳阳村、尖山子村、六合村、新兴村、西亚镇村、东亚镇村、福合村、联盟村、六家子村、兴权村、山里屯村、太平庄村、万兴村、新合村、东兴村、三合村、永合村、四合村和龙门口村。